# Krystyna Skarbek
Vous lisez un « bon article » labellisé en 2017.
Pour les articles homonymes, voir Skarbek.
Krystyna Skarbek, née le 1er mai 1908 à Varsovie et morte le 15 juin 1952 à Londres, est une espionne britannique d’origine polonaise.
Au début de la Seconde Guerre mondiale, elle effectue des missions de renseignement, notamment en Hongrie et en Pologne. Après le débarquement de Normandie, sous le nom de guerre de Christine Granville, elle mène des actions de soutien à la Résistance intérieure française au sein du réseau britannique JOCKEY de Francis Cammaerts rattaché à la section F du Special Operations Executive (SOE), en tant que courrier de ce réseau actif dans le sud-est. Son principal fait d'armes est l'organisation de la libération de Cammaerts et de deux autres agents détenus à Digne-les-Bains, en août 1944.
Après guerre, elle exerce divers petits métiers avant d'être assassinée dans le hall d'un hôtel londonien par un prétendant éconduit.
Parmi toutes les femmes agentes du SOE, c’est elle qui sert le plus longtemps comme agent secret. Selon un de ses biographes, ce sont les capacités et les résultats de Krystyna Skarbek qui ont amené le SOE à faire évoluer sa politique en faveur d'un recrutement croissant de femmes.

## Biographie

### Premières années
Krystyna Skarbek nait le 1er mai 1908 à Varsovie, en Pologne alors province russe. Elle est la fille du comte Jerzy Skarbek issu du clan Abdank , des aristocrates polonais et de Stefania Goldfeder, fille d’un riche banquier d'origine juive. Elle est notamment parente avec Frédéric Skarbek, homme politique polonais. Elle a un frère aîné, Andrzej. Krystyna grandit dans le confort à Trzepnica dans la propriété de campagne maternelle. Elle est très proche de son père et adopte un comportement de garçon manqué relativement inhabituel pour l'époque. Elle monte notamment à cheval à califourchon plutôt qu'en amazone, et apprend à manier les armes à feu.

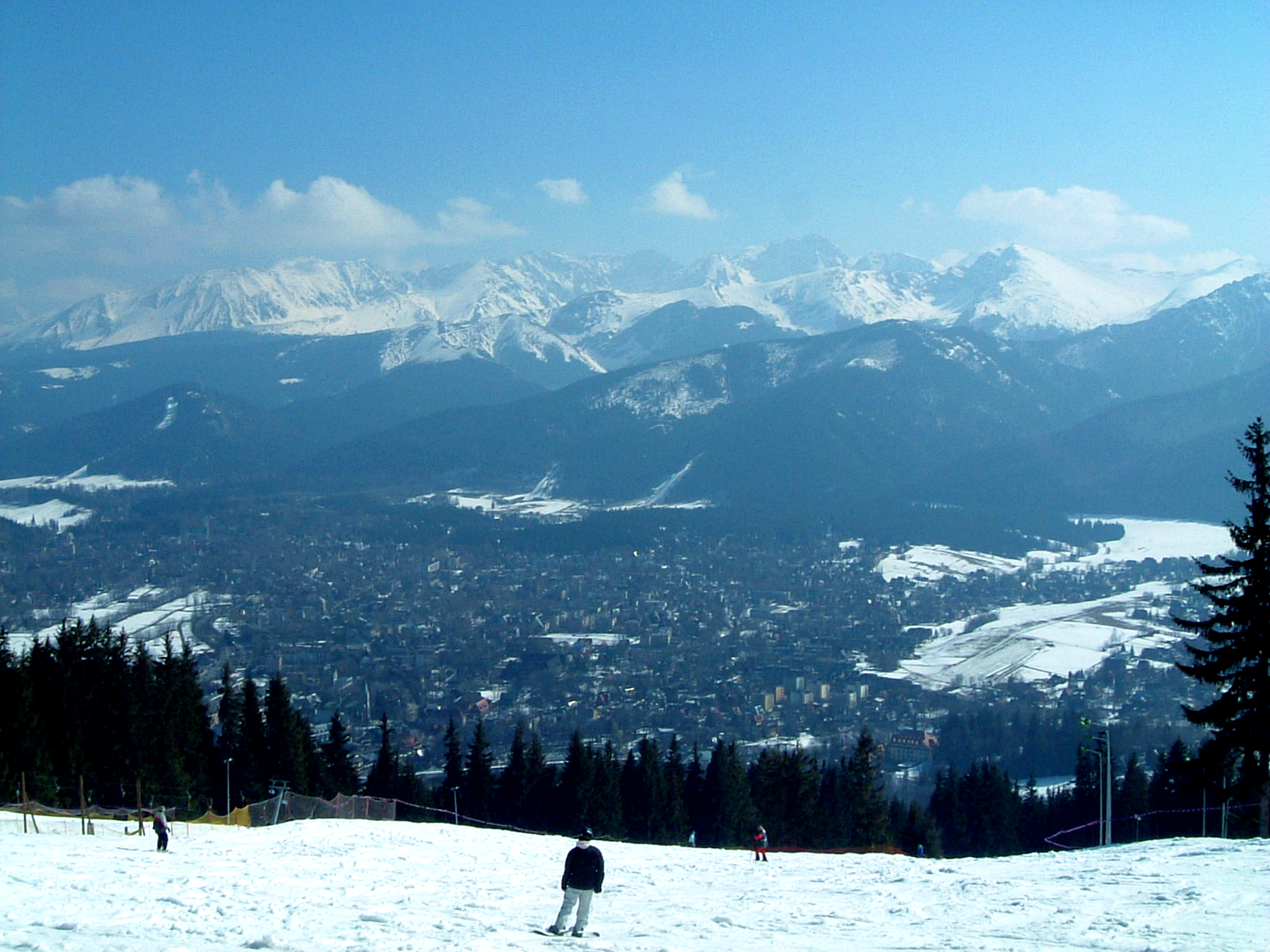
Piste de ski à Zakopane.

Dans les années 1920, en butte à des difficultés financières, la famille est contrainte de vendre la propriété familiale et s'établit de nouveau à Varsovie. Son père décède en 1930 d'une tuberculose. L'empire financier des Goldfeder s'étant effondré, il devient difficile de supporter le train de vie de la veuve Stefania et ses enfants. Par souci de ne pas être un fardeau pour sa mère, Krystyna décide de travailler pour un concessionnaire Fiat. Cependant les dégagements de pot d'échappement la rendent malade. Elle quitte son poste et, sur les conseils de son médecin, entame un séjour au grand air à Zakopane dans les monts Tatras dans le Sud de la Pologne, au cours duquel elle devient une habile skieuse,.
Le 21 avril 1930, elle se marie avec Gustav Karol Getlich, un homme d’affaires, mais cette union ne dure que quelques mois. Ils divorcent par consentement mutuel. Le 2 novembre 1938, alors âgée de 30 ans, elle épouse l’écrivain et diplomate Jerzy Giżycki (pl). Celui-ci est bientôt nommé consul de Pologne à Nairobi, et le couple part rapidement s’installer en Afrique orientale britannique.

### Carrière d’espionne

#### Premières missions en Hongrie et Pologne

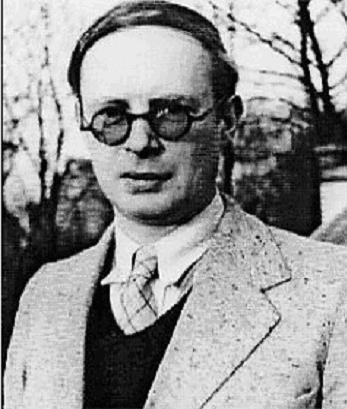
Le journaliste Frederick Voigt du SIS.

En septembre 1939, quand l’Allemagne envahit la Pologne, le couple décide de partir pour Londres, où Krystyna cherche à offrir ses services dans la lutte contre l’ennemi commun. Les autorités britanniques marquent peu d’empressement, mais finissent par être convaincues par ses relations, notamment le journaliste et contact du Secret Intelligence Service (MI6) Frederick Voigt.
Elle part pour le Royaume de Hongrie en février 1940. Elle persuade un skieur olympique polonais d’avant-guerre, Jan Marusarz, de l’accompagner en Pologne en traversant les montagnes Tatras couvertes de neige. Une fois à Varsovie, elle plaide sans succès auprès de sa mère juive pour lui faire quitter la Pologne ; mais sa mère sera finalement internée puis tuée à la Pawiak, alors gérée par la Gestapo.
Pendant son séjour en Hongrie elle retrouve Andrzej Kowerski, un officier polonais qu'elle a connu brièvement dans son enfance à Zakopane. Kowerski, qui a perdu une partie d’une jambe dans un accident de chasse avant la guerre, exfiltre du personnel militaire polonais et allié, et recueille des renseignements.
Là-bas Krystyna organise les missions des courriers polonais qui transportent des objets et documents de renseignement militaire entre Varsovie et Budapest. L'une des missions consiste à faire passer en contrebande le fusil antichar wz.35 à travers les Tatras. Sur demande du MI6, Krystyna et Andrzej Kowerski organisent la surveillance du trafic sur les réseaux routier, ferroviaire et naval aux frontières de la Roumanie et du Troisième Reich. Krystyna transmet des informations prépondérantes au sujet du transport de pétrole depuis les champs pétrolifères de Ploiesti vers l'Allemagne. On lui confie également la mission de saboter la ligne de communication principale sur le Danube.
En janvier 1941, elle est arrêtée par la Gestapo avec Kowerski, mais s’arrange pour obtenir leur libération en feignant les symptômes de la tuberculose. Le fait que la Gestapo ne veut pas heurter la tante de Krystyna et l’ami de celle-ci, le Régent de Hongrie, Miklós Horthy, a notamment aidé à leur libération. Les deux agents réussissent à s’échapper de Hongrie à travers les Balkans et la Turquie pour gagner l'Égypte.

#### Le Caire

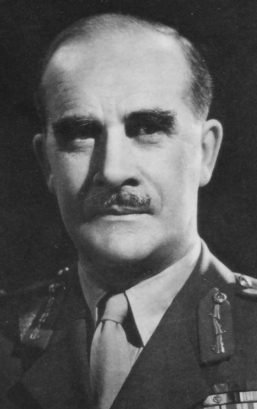
Le général Gubbins, le chef du SOE à partir de 1943.

À leur arrivée aux bureaux du SOE au Caire en Égypte, ils sont en butte à la défiance de leurs supérieurs. Krystyna est soupçonnée pour deux raisons : d'abord à cause de ses contacts avec un service de renseignement polonais appelé « les Mousquetaires » (Musketeers), mal vu des Britanniques et des Polonais en exil pour diverses raisons ; ensuite, on reproche à Krystyna Skarbek la facilité avec laquelle, après leur évasion de Hongrie, elle s’est arrangée pour obtenir du consul français vichyste à Istanbul (Turquie) des visas de transit à travers la Syrie (sous mandat français). Pour les agents de renseignements polonais, seuls des espions allemands peuvent y parvenir. Il y a également des suspicions qui pèsent sur Kowerski. Le général Colin Gubbins, nommé chef du SOE en 1943, les évoque dans une lettre adressée au Commandant en chef et Premier ministre polonais Władysław Sikorski, en des termes qui disculpent Kowerski.
Ils sont mis hors de cause : Kowerski clarifie les incompréhensions avec le général Stanisław Kopański et peut reprendre son travail d’espionnage. Un élément favorable à Krystyna survient d'un autre côté le 22 juin 1941, avec l'invasion de l'Union soviétique par l’Allemagne (opération Barbarossa), ce que ses renseignements obtenus des Mousquetaires ont prédit. Ce même renseignement a été transmis par plusieurs canaux indépendants, y compris Ultra.
Le major Peter Wilkinson annonce néanmoins à Krystyna et Kowerski qu’il veut se dispenser de leurs services. À cette nouvelle, le mari de Krystyna, Jerzy Giżycki, prend ombrage du traitement cavalier qu’on leur inflige et renonce brusquement à sa remarquable carrière d’espion britannique. Lorsque Krystyna lui dit qu’elle aime Kowerski et qu’elle ne revient pas vers lui, il part pour Londres puis émigre au Canada. Bien que lavés de tous soupçons, Krystyna Skarbek et Kowerski sont provisoirement mis à pied. Krystyna fait alors l’expérience d’une interruption prolongée de l’action. Ce n'est qu'en 1943 qu'ils reprennent les entraînements militaires, Krystyna Skarbek comme agent de terrain et Andrzej Kowerski comme instructeur.

#### France

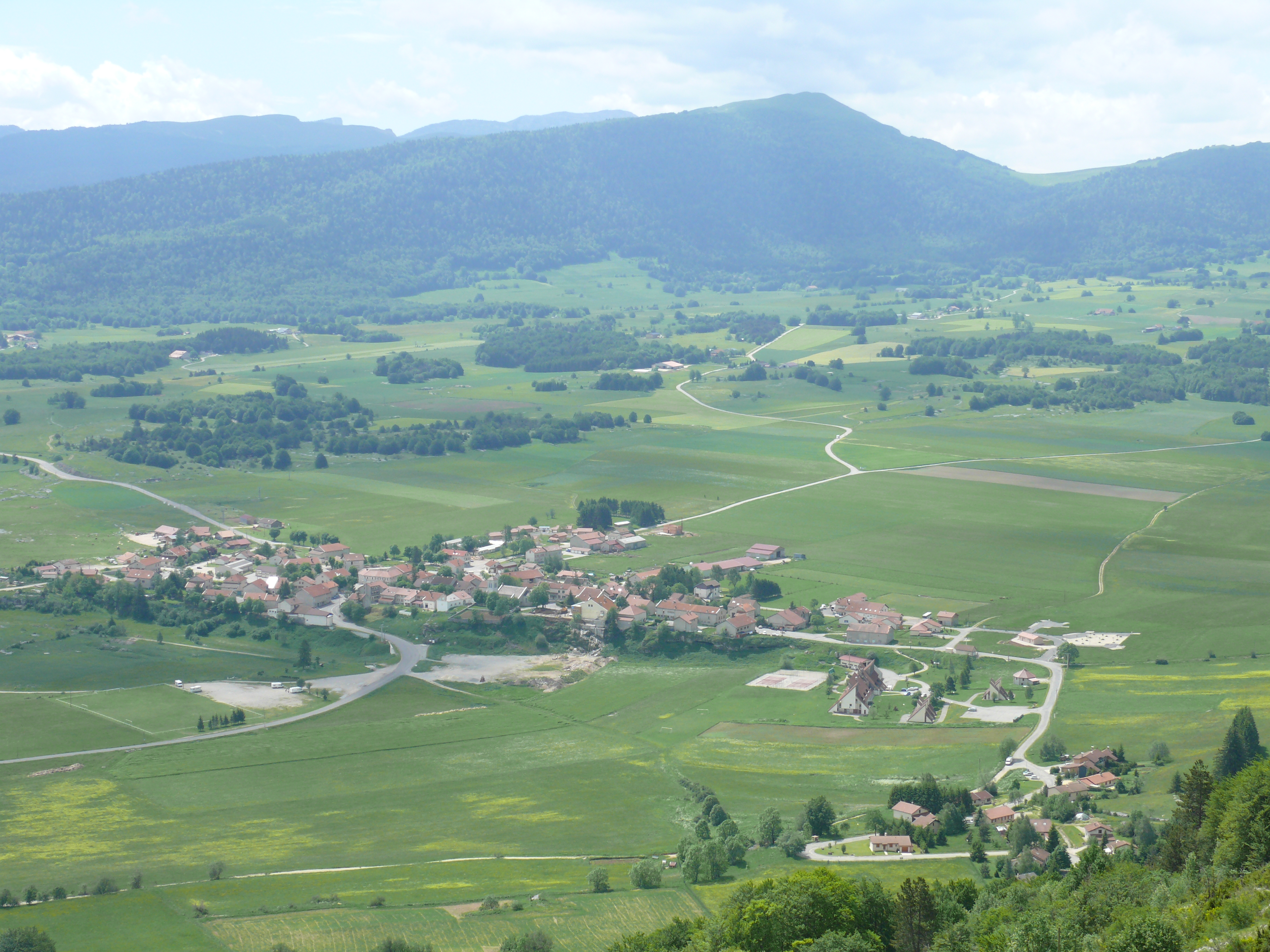
Vassieux-en-Vercors, lieu du parachutage de Krystyna Skarbek le 6 juillet 1944.

En 1944 les événements l’amènent à reprendre du service et accomplir ses exploits les plus célèbres. Parlant parfaitement le français, elle est affectée au SOE Section F et prend comme nom de guerre « Christine Granville ». Krystyna est choisie pour remplacer Cecily Lefort, courrier du réseau « Jockey », qui a été capturée et sauvagement torturée (plus tard exécutée) par la Gestapo. Le 6 juillet, sous la fausse identité de Pauline Armand, elle est parachutée dans le sud-est de la France sur le terrain SAP (Bennes) de Vassieux-en-Vercors, dans le cadre de la mission Paquebot avec le capitaine Tournissa et trois sous-lieutenants : Francis Billon (qui se fracture le fémur à la réception), Yves Moineaux (ancien du 27e BCA) et un agent de l'Intelligence Service. Ils rejoignent le réseau Jockey, dirigé par un Belgo-Britannique, ex-pacifiste, Francis Cammaerts. Krystyna l’aide en faisant la liaison entre les partisans italiens et le maquis français pour des opérations conjointes contre les Allemands dans les Alpes. Début août elle établit un contact avec des conscrits polonais enrôlés dans les armées d’occupation allemandes au col de Larche, en haute altitude. Après deux jours de marche, elle persuade les Polonais de déserter, incitant les troupes allemandes sur place à se rendre.

##### L'opération de Digne
Sitôt cet épisode clos, Krystyna réalise son plus haut fait d'armes en France. Francis Cammaerts et deux autres agents viennent d'être arrêtés le 12 août, près de trois jours avant le débarquement de Provence.
Le 12 août, à l’issue d’une réunion tenue avec les colonels Constans et Wiedmeyr à Apt, Francis Cammaerts et ses compagnons Xan Fielding, Claude Renoir et Christian Sorensen regagnent Seyne. Aux abords de la ville de Digne-les-Bains ils sont arrêtés par un barrage allemand. Après vérification de leurs pièces d’identité, les quatre hommes vont poursuivre leur route quand le coup de klaxon d’une voiture de la Gestapo surgissant derrière eux les immobilise. Encadrés aussitôt par quatre SS les menaçant de leurs pistolets mitrailleurs, ils sont contraints une nouvelle fois à présenter leurs papiers à un civil s’exprimant en français. Celui-ci, après avoir examiné attentivement les pièces d’identité, autorise le chauffeur Claude Renoir à poursuivre sa route à bord de la voiture de la Croix-Rouge. Les trois autres passagers, tous officiers du SOE, sont conduits à la villa Marie-Louise, siège de la Gestapo.
Dès qu’elle apprend l’arrestation de Francis Cammaerts, Krystina Skarbek demande le 13 août à son radio Deschamps « Albert » d'en informer le commandant Brooks Richards, chef du SOE à Alger. Afin de sauver le chef de son réseau, elle enfourche une bicyclette et part à Digne. Là, elle prend contact avec le capitaine de gendarmerie française Schenck qui, étant Alsacien et parlant allemand, assure la liaison entre la préfecture et les autorités d’occupation. Elle se présente comme la nièce de Bernard Montgomery et menace le gendarme de terribles représailles si les prisonniers sont maltraités. De plus, elle propose deux millions de francs pour les libérer. Sur ce, Schenck la présente à un intermédiaire, Jules Waem dit « le beau Max », interprète pour la Gestapo. Celui-ci accepte de libérer les agents à la condition qu'il bénéficie d'une protection.
La jeune femme ayant accepté et promis que la somme serait versée le lendemain, enfourche de nouveau sa bicyclette et couvre les quarante kilomètres du retour. Dès son arrivée à Seyne, Krystina fait transmettre par Albert sa demande d’argent. Dans la nuit un appareil de la RAF vient d’Alger et parachute, enveloppé dans un sac de caoutchouc, le montant de la rançon. C’est la plus forte somme versée par le SOE pour payer une rançon pour un agent, et c’est également l’un des parachutages les plus rapides. Le 15 août c'est le début du débarquement en Provence.
Le 16 août les trois officiers, ignorant tout de la tentative de Krystyna, attendent dans leur cellule l’heure de la mort. Aussi ne sont-ils pas étonnés lorsqu’à l’aube Max vient les chercher. En effet, ce dernier, contre remise de la moitié du pot de vin que doit lui remettre le capitaine de gendarmerie en cas de réussite de l’opération et sous réserve de partir avec ses prisonniers pour avoir la vie sauve, accepte de les libérer. Quelques jours plus tard Max est remis à la Sécurité militaire britannique, qui le conduit tout d’abord à Bari (Italie), puis le renvoie après la Libération dans son pays natal, la Belgique. Quant à l’officier de gendarmerie, il est retrouvé assassiné dans un champ près de Vence.
Plusieurs années après l'incident de Digne, à Londres Krystyna avoue à un autre vétéran polonais de la Seconde Guerre mondiale que pendant ses négociations avec la Gestapo elle n'était pas consciente du danger qu'elle encourait elle-même. Ce n'est qu'une fois qu'elle et ses camarades ont réussi leur évasion qu'elle en prend conscience : « Qu'ai-je fait ? Ils auraient pu me tuer tout aussi bien ! ».

##### Retour en grâce
À son retour de mission, la réputation de Krystyna Skarbek est revenue à son plus haut niveau. De nouvelles missions se préparent. À partir du 21 novembre, elle travaille comme officier britannique des Women's Auxiliary Air Force (WAAF). Elle est l'une des seules femmes du SOE promues officiers. Avec l'avancée de l'Armée rouge, le gouvernement polonais en exil et le SOE souhaitent constituer un réseau de surveillance du territoire polonais avec l'opération Freston. Kowerski et Krystyna se préparent donc à être largués en Pologne début 1945. Cependant, la mission est suspendue après que les premiers éléments parachutés ont été capturés par les Soviétiques. Sa mission aux WAAF prend fin le 14 mai 1945.

### Après-guerre et assassinat
Après la guerre, les autorités britanniques tardent à lui accorder la citoyenneté. Elle ne lui sera accordée qu'en décembre 1946, date à laquelle elle adopte définitivement son nom de guerre « Christine Granville ». Son divorce avec Jerzy Giżycki est prononcé au consulat de Pologne à Berlin la même année. Kowerski travaille alors en Allemagne, leur relation prend fin, et à cette époque on prête à Krystyna une liaison avec Ian Fleming. Elle enchaîne alors des petits emplois puis s'engage comme hôtesse sur le navire Rauhine de la compagnie Shaw Savill Line jusqu'en mai 1951.

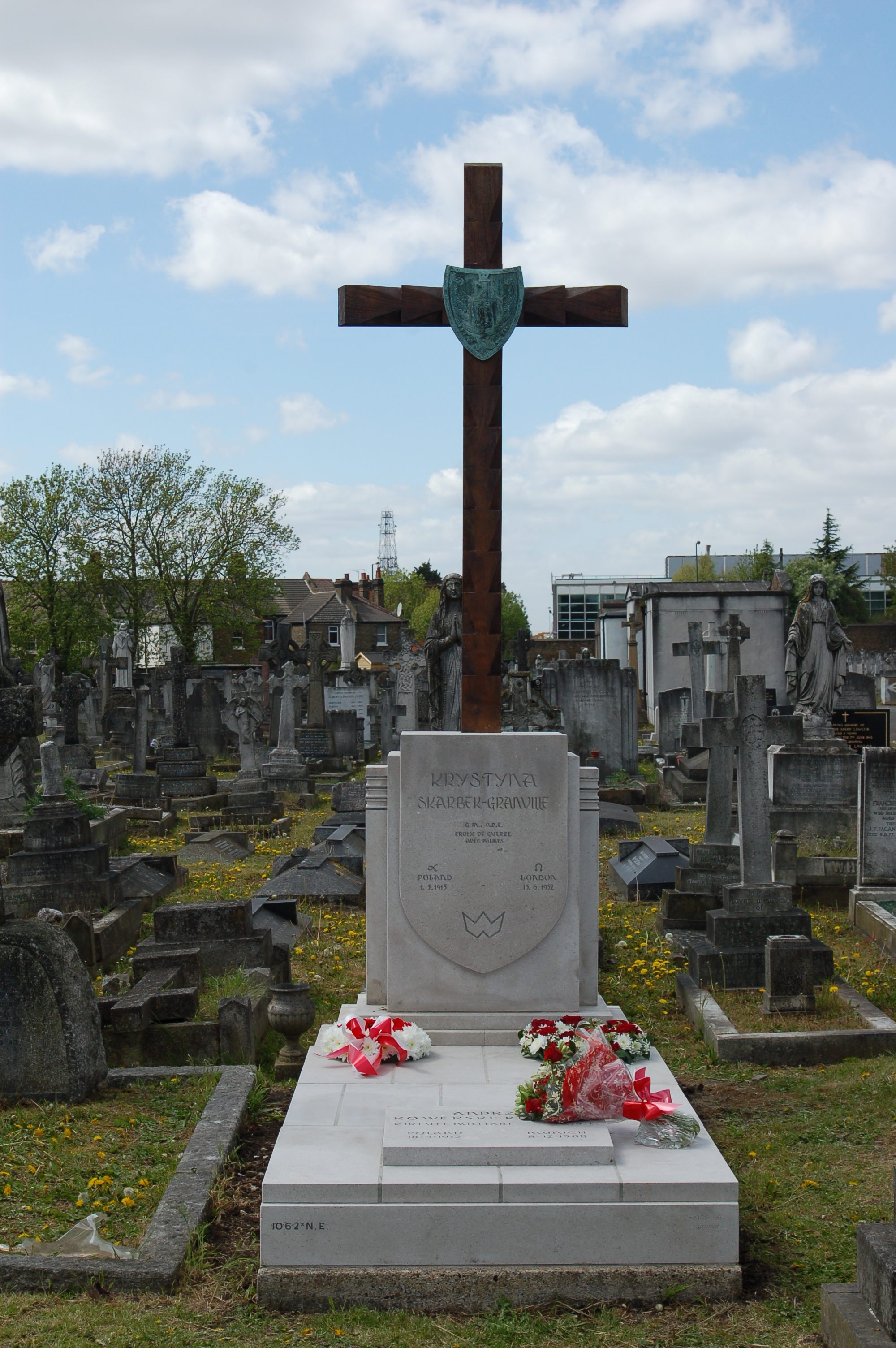
La sépulture de Krystyna Skarbek au cimetière catholique de St Mary à Londres.

En 1952 elle commence à travailler comme hôtesse sur le Winchester Castle de la compagnie Union-Castle Line. Le 14 juin elle est à Londres, le paquebot revenant de Durban en Afrique du Sud. Elle compte se rendre en Allemagne deux jours plus tard pour semble-t-il un nouveau départ dans sa relation avec Andrew Kennedy (Andrzej Kowerski). Le 15 juin 1952, au Shelbourne Hotel dans le quartier d'Earls Court à Londres, elle est poignardée par Dennis George Muldowney. Celui-ci, dont elle a repoussé les avances, est un ancien steward dans la marine marchande, rencontré sur la Shaw Savill Line,. Elle meurt quelques heures plus tard d'une hémorragie interne. Elle est enterrée au cimetière catholique St Mary de Kensal Green, au nord-ouest de Londres. Après avoir été inculpé du meurtre, Muldowney est pendu à la prison de Pentonville le 30 septembre 1952.
En 1971 le Shelbourne Hotel est acquis par des investisseurs polonais. Dans un débarras on retrouve sa malle, pleine de vêtements et documents. On y trouve aussi son poignard du SOE. Cette arme, ainsi que ses médailles et certains de ses papiers sont depuis lors exposés au Polish Institute and Sikorski Museum au 20 Prince's Gate, Kensington, Londres.
En 1988 on enterre près d'elle son ami et camarade de combat Andrzej Kowerski.
En mai 2017 une statue de bronze réalisée par l'artiste Ian Wolter lui rend hommage. Elle est exposée au Polish Hearth Club au 55 Exhibition Road, également à Kensington.

## Reconnaissance

### Distinctions
- Royaume-Uni : pour son exploit remarquable de Digne elle est recommandée pour une George Cross[43]. Finalement, elle reçoit à la place une George Medal. En mai 1947, pour l'ensemble de ses opérations sous l'autorité britannique, elle est faite officier de l'Empire britannique (OBE)[44].
- France : les contributions de Krystyna Skarbek à la libération de la France lui valent la Croix de guerre 1939-1945 avec étoile d’argent le 30 novembre 1945[h],[45].

| Officier OBE | Médaille de George | 1939-45 Star | Africa Star |
| ------------ | ------------------ | ------------ | ----------- |
|              |                    |              |             |

| Italy Star | France and Germany Star | War Medal 1939-1945 | Croix de guerre 1939-1945 |
| ---------- | ----------------------- | ------------------- | ------------------------- |
|            |                         |                     |                           |

### Témoignages
Xan Fielding, qu'elle a sauvé à Digne, écrit dans Hide and Seek (1954), dédié à la mémoire de « Christine Granville » :

« Après les épreuves physiques et le stress mental dont elle avait souffert pendant six ans à notre service, elle avait besoin probablement plus que tout autre agent que nous avions employé, de moyens de subsistance sûrs. […] Pourtant, quelques semaines après l’armistice, elle fut licenciée avec un mois de salaire et laissée au Caire, devant se débrouiller toute seule.
Bien qu’elle ait été trop fière pour demander toute autre aide, elle fit la demande […] d’un passeport britannique, car depuis la trahison anglo-américaine de son pays à Yalta, elle était virtuellement apatride. Mais ses papiers de naturalisation […] furent retardés de la façon bureaucratique normale.
Pendant ce temps-là, abandonnant tout espoir de sécurité, elle s’embarqua dans une vie de voyage incertain, comme si elle voulait reproduire en temps de paix les risques qu’elle avait connus pendant la guerre, jusqu’à ce que finalement, en juin 1952, dans le hall d’un hôtel bon marché à Londres, la modeste existence à laquelle elle avait été réduite par la pénurie, se termine sous le couteau d’un assassin ». »

Vera Atkins décrit Krystyna comme une femme très courageuse mais qui ne connaît d’autre loi que la sienne et qui, malgré son pouvoir de séduction, est sous bien des aspects solitaire.

### Reconnaissance populaire
Relativement oubliée dans les années de l'après-guerre, Krystyna Skarbek devient après sa mort source d'inspiration dans la littérature. Il est vraisemblable que dans son premier roman James Bond, Casino Royale (1953), Ian Fleming l'a prise comme modèle pour son personnage Vesper Lynd.
En 1999 l’écrivain polonais Maria Nurowska publie le roman Miłośnica (traduit en français par Celle qu'on aime) qui raconte la tentative d’une journaliste d’élucider l’histoire de Krystyna Skarbek. Mieczysława Wazacz réalise en 2011 le documentaire No Ordinary Countess sur la vie de Krystyna Skarbek.
Plusieurs auteurs ont publié une biographie de Krystyna Skarbek. On peut citer : Christine: A Search for Christine Granville, OBE, GM, Croix de Guerre, Krystyna Skarbek, Agentka o wielu twarzach, The Spy Who Loved: The Secrets and Lives of Christine Granville, Britain's First Special Agent of World War II et The Elusive Madame G: A Life of Christine Granville.